# Carina Schlüter
 (juin 2024).
Si vous disposez d'ouvrages ou d'articles de référence ou si vous connaissez des sites web de qualité traitant du thème abordé ici, merci de compléter l'article en donnant les références utiles à sa vérifiabilité et en les liant à la section « Notes et références ».
Carina Schlüter, née le 8 novembre 1996 à Minden en Allemagne, est une footballeuse internationale allemande jouant au poste de gardien de but, actuellement dans le club autrichien du SKN Sankt Pölten.

## Carrière
Carina Schlüter a commencé le football avec l'équipe masculine du SV Weser Leteln jusqu'en 2011, puis en amateur à l'Arminia Bielefeld de 2011 à 2013, avant d'avoir sa chance en pro cette dernière année. 
En 2014, elle s'engage en D2 au VfL Bochum. À l'issue de sa première saison en deuxième division (2014-2015), Bochum est relégué, mais elle reste en D2 en s'engageant avec le Herforder SV.
Elle s'engage en 2016 avec le SC Sand et découvre par la même occasion la première division. Elle y reste trois saisons, puis s'engage avec un cador du championnat, le Bayern Munich, mais elle est vouée à un rôle de doublure. Elle s'engage alors en 2021 au RB Leipzig pour se relancer à l'échelon inférieur.
Elle ne reste qu'un an en Saxe et s'engage pour la saison 2022-2023 en Autriche au SKN Sankt Pölten, club le plus performant d'Autriche et se qualifie dès sa première année pour les phases de groupes de la Ligue des Champions (deuxième édition sous le format de quatre poules de quatre équipes).

### Carrière internationale
Carina Schlüter a participé à l'Euro U19 2015 avec la sélection allemande. Le 10 juin 2018, elle entre en jeu à la 46e minute lors d'un match amical contre le Canada avec la sélection nationale allemande.